# Culex urichii
Culex urichii är en tvåvingeart som först beskrevs av Daniel William Coquillett 1906.  Culex urichii ingår i släktet Culex och familjen stickmyggor. Inga underarter finns listade i Catalogue of Life.